# Coalesce
Coalesce est un groupe de metalcore américain, originaire de Kansas City, dans le Missouri.

## Biographie
Coalesce est formé le 17 janvier 1994, avec Jes Steineger à la guitare, Stacy Hilt à la basse, et Jim Redd à la batterie. Sean Ingram les rejoint au chant en avril 1994. Le groupe s'appelle à l'origine Breach, mais change de nom pour Coalesce pour éviter toute confusion avec un groupe suédois du même nom,. Ils entrent au West End Studios pour enregistrer une démo. La branche britannique du label Earache Records se retrouve impressionné par la démo de Coalesce et les invite à contribuer à la série d'albums New Chapter. L'EP, intitulé 002, est enregistré en un jour et publié en 1995. 002 marque le début des relations entre Coalesce, les Red House Studios, et le producteur Ed Rose. Une altercation entre Ingram et le batteur Redd, mène à la séparation du groupe en 1996.
En juillet 1996, le guitariste Jes Steineger appelle Ingram et décident de reformer le groupe. En 1997, Coalesce écrit et enregistre son premier album studio, Give Them Rope (publié chez Edison Recordings), suivi de compilations et split 7" avec The Get Up Kids, Today is the Day, et Converge. Des tensions entre Jes Steineger et Stacy Hilt mènent au départ de Hilts. Après le départ de Stacy Hilt, il est remplacé par Nathan Ellis. Coalesce entre aux Red House Studios au printemps 1998 pour enregistrer l'album Functioning on Impatience en trois jours. Peu après, Coalesce enregistre des chansons pour un split 7" avec Boy Sets Fire. L'album et le split sont publiés en été. En 1999, le groupe se sépare de nouveau, et pour un long moment.
En août 2005, Coalesce revient pour jouer au festival punk Hellfest de Trenton, dans le New Jersey avec le premier guitariste Jes Steineger et un nouveau batteur, Nathan Richardson, mais des problèmes avec la justice empêche le festival de se dérouler. Le groupe joue alors deux concerts à Philadelphie aet Wilkes-Barre.
Le 9 février, 2007 Coalesce annonce sur MySpace quelques dates en août 2007.
Le 18 juin 2010, Coalesce annonce une pause. Le 20 octobre 2012, Coalesce joue avec Converge, Torche et Kvelertak au Granada Theatre de Lawrence, dans le Kansas.

## Membres

### Membres actuels
- Sean Ingram – chant
- Jes Steineger – guitare
- Nathan Ellis – basse
- Nathan « Jr. » Richardson – batterie

### Anciens membres
- Jim Redd – batterie
- James Dewees – batterie
- Stacy Hilt – basse
- Cory White – guitare en tournée

## Discographie

### Albums studio
- 1997 : Give Them Rope
- 1998 : Functioning on Impatience
- 1999 : 0:12 Revolution in Just Listening
- 2009 : Ox